# Martin George

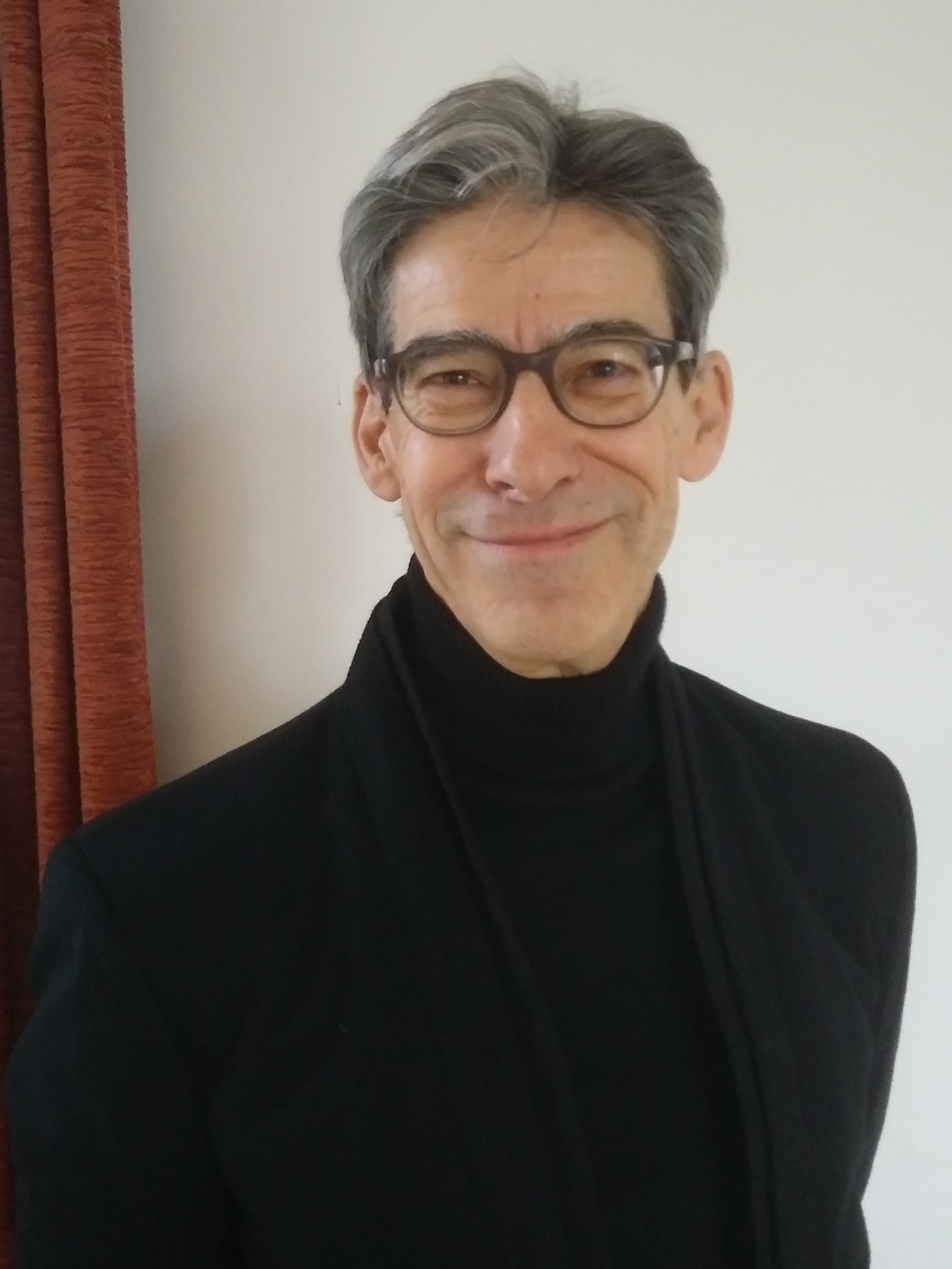
Martin George im Jahre 2018

Martin George (* 18. November 1948 in Berlin) ist ein deutscher evangelischer Kirchenhistoriker. Er war von 1991 bis 2014 Professor für Ältere Kirchen- und Dogmengeschichte an der Universität Bern.

## Leben
Den Schulbesuch am Goethe-Gymnasium, unterbrochen vom Schulbesuch an der Blake Boys’ School in Minneapolis (US High School Diploma 1966), schloss er 1968 mit dem Abitur ab. Das Studium der evangelischen und katholischen Theologie und Philosophie an der kirchlichen Hochschule Berlin, in Tübingen und Erlangen, unterbrochen vom Studium der französischen und russischen Sprache an den Universitäten Dijon, Aix-en-Provence und Wien und von Studien am Institut de Théologie Orthodoxe Saint-Serge in Paris und am Ökumenischen Institut Bossey (1969–1973), (1968–1975) legte er das erste theologische Examen in Berlin 1975 ab. Dem Studium der Geschichte und Theologie des christlichen Ostens in Erlangen (1975) folgte ein Studium der orthodoxen Theologie (1975–1977) am St. Vladimir’s Orthodox Theological Seminary, wo er mit der Magisterarbeit Apostolic Succession and the Unity of the Church den Titel Master of Orthodox Theology erwarb. Am St. Luke’s Hospital, New York City, absolvierte 1977 eine Clinical Pastoral Education. Das Vikariat in München (1977–1979) schloss er mit dem zweiten theologischen Examen und war seit der Ordination Pfarrer der Evangelisch-Lutherischen Kirche in Bayern.
Von 1979 bis 1983 war George Wissenschaftlicher Assistent an der Theologischen Fakultät der Universität Erlangen am Lehrstuhl für Geschichte und Theologie des Christlichen Ostens innerhalb des Instituts für Historische Theologie bei Fairy von Lilienfeld sowie am Lehrstuhl für Homiletik, Liturgik und Seelsorge innerhalb des Instituts für Praktische Theologie bei Manfred Seitz. Dort wurde er im Oktober 1983 mit der Arbeit Mystische und religiöse Erfahrung im Denken Vladimir Solov'evs (337–361), die mit dem ersten Preis der katholisch-theologischen Fakultät der Universität Regensburg für die beste Hochschularbeit in ökumenischer Theologie ausgezeichnet wurde, promoviert. Dazwischen lagen Studienaufenthalte in Rom (1982–1983) und Paris (1980–1983). Von 1983 bis 1989 war er Oberassistent an der Theologischen Fakultät der Universität Erlangen am Lehrstuhl für Geschichte und Theologie des Christlichen Ostens bei Karl Christian Felmy. Nach der Habilitation mit der Arbeit Die Ehe in der Antike. Die Entwicklung der philosophischen Ethik und ihre Konfrontation mit dem christlichen Vollkommenheitsideal bei Johannes Chrysostomos auf dem Hintergrund der asketischen Theologie des vierten Jahrhunderts wurde er Akademischer Rat und Privatdozent (1989–1991) mit Lehr- und Prüfungsbefugnis für Allgemeine Kirchengeschichte und Konfessionskunde an der Theologischen Fakultät der Universität Erlangen. 1991 erhielt er Rufe auf die ordentlichen Professuren für Alte Kirchen- und Dogmengeschichte an den Evangelisch-theologischen Fakultäten in Bochum und Bern und nahm den nach Bern an.
An den Theologischen Fakultäten der Universitäten Helsinki, Sibiu, Kwansei Gaukin und Gregoriana hielt er sich für Lehr- und Forschungszwecke auf. Er forscht zur Alten Kirche: Patristik (besonders griechische Väter und Augustin), Dogmengeschichte der Alten Kirche: Anthropologie (besonders die Frage nach dem freien Willen und die Lehre von der Vergöttlichung des Menschen), Trinitätslehre, Sakramentenlehre, monastische Theologie, besonders das frühe Mönchtum in Ägypten und Palästina, Gottesdienst, Gebet und Spiritualität in der Alten Kirche, Ethik in der Alten Kirche (Ehe, Frauen und Männer in der Alten Kirche) und altkirchliche Historiographie und zu den Ostkirchen: Geschichte der Orthodoxen Kirchen von Byzanz bis heute, Geschichte der Russischen Orthodoxen Kirche, besonders des 19. und 20. Jh., Russische Religionsphilosophie, Geschichte des ostkirchlichen Mönchtums und der ostkirchlichen Spiritualität, Konfessionskunde der orthodoxen Kirchen und Geschichte der Georgischen Orthodoxen Kirche des 19. und 20. Jahrhunderts. Er arbeitet zusammen mit Heinz-Günther Nesselrath, Thomas Hidber und anderen an einer zweisprachigen, kommentierten Ausgabe des Kirchenhistorikers Sokrates von Konstantinopel.
Nach seiner Konversion zur Anglikanischen Kirche wurde George 2021 zu deren Priester geweiht und ist in dieser Funktion ehrenamtlich in der Berliner Gemeinde St. George’s tätig.

## Veröffentlichungen (Auswahl)
- Mystische und religiöse Erfahrung im Denken Vladimir Solov'evs (= Forschungen zur systematischen und ökumenischen Theologie; Band 54). Vandenhoeck & Ruprecht, Göttingen 1988, ISBN 3-525-56261-6. (= Dissertation)
- Die Ehe in der Antike. Die Entwicklung der philosophischen Ethik und ihre Konfrontation mit dem christlichen Vollkommenheitsideal bei Johannes Chrysostomos auf dem Hintergrund der asketischen Theologie des vierten Jahrhunderts. Erlangen 1989. (= Habilitationsschrift)
- mit Vladimir Ivanov, Christian Stephan (Hrsg.): Festschrift für Fairy von Lilienfeld. Beiträge zum 80. Geburtstag (= Stimme der Orthodoxie; 3/1997) Verlag Berliner Diözese der Russisch Orthodoxen Kirche, Berlin 1997, ISSN 0562-0694.
- mit Walter Dietrich, Ulrich Luz (Hrsg.): Antijudaismus – christliche Erblast. Kohlhammer, Stuttgart/Berlin/Köln 1999, ISBN 3-17-016095-8.